# Портрет даме у ватри (филм)
Портрет даме у ватри (фр. Portrait de la jeune fille en feu) је француски историјски љубавни драмски филм из 2019. године који је написала и режирала Селин Сијама, у главним улогама су Ноеми Мерлан и Адел Хенел. Радња је смештена у Француској крајем 18. века, а говори о забрањеној афери између аристократкиње и сликарке којој је наложено да тајно наслика њен портрет.
Портрет даме у ватри изабран је да се такмичи за Златну палму на Филмском фестивалу у Кану 2019. године . Филм је освојио Квир палму у Кану, постајући тако први филм који је режирала жена који је освојио награду. Скијама је такође освојила награду за најбољи сценарио у Кану.
Номинован је за Награду Спирит, Филмску награду по избору критичара и Златни глобус за најбољи филм на страном језику, а Национални одбор за рецензију филмова изабрао га је за један од пет најбољих филмова на страном језику 2019. године.

## Радња
Крајем осамнаестог века, Мариен, млада сликарка, предаје сликарство. Једна од њених ученица пита је за њену слику коју Мариен назива Портрет даме у ватри .
Неколико годинама раније, Мариен стиже на удаљено острво у Бретањи . Добија задатак од грофице, чији лик тумачи Валерија Голино, да наслика портрет њене ћерке, младе жене по имену Елоиз, која треба да се венча са миланским племићем. Мариен грофица обавештава да је Елоиз раније одбила да позира за портрете, јер не жели да се уда; живела је у самостану, али је због самоубиства старије сестре морала да се врати на острво и прихвати веридбу. Мариен се представља као Елоизина нова сапутница како би је могла насликати у тајности и прати је у свакодневним шетњама уз неравну обалу како би запамтила Елоизине карактеристике.
Мариен завршава портрет, али није у стању да изда Елоизино поверење и открива јој свој прави разлог доласка. Након што Елоиз критикује начин на који слика приказује њен лик, Маријана уништава дело. Елоизина мајка, шокирана када чује да је Елоиз спремна да позира Мариен током наредних неколико дана прихвата да Мариен остане док она одлази у Италију. Веза Елоизе и Мариен расте током мајчиног одсуства. Једне вечери читају причу о Орфеју и Еуридики и расправљају о правом разлогу због којег се Орфеј окреће да би погледао своју жену, због чега је враћена у подземни свет. Пар помаже Софи, чији лик тумачи Луана Бајрами, собарици, да абортира, и њих три одлазе на обред уз ватру на коме жене певају, током чега се Елоизина хаљина на кратко запали. У међувремену, Мариен кроз кућу прогоне визије Елоиз у венчаници.
Сутрадан, Мариен и Елоиз одлазе у пећину, где се дешава њихов први пољубац и касније те ноћи воде љубав. Током наредних дана њихова љубав постаје све јача. Међутим, романса се завршава неизбежним повратком Елоизине мајке, која одобрава сада завршени нови портрет. Вече пре свог одласка, Мариен скицира цртеж Елоизе ради успомене, а Елоиз тражи од Мариен да јој нацрта своју скицу на 28. страници њене књиге. Следећег јутра Мариен се опрашта и док прелази праг чује како Елоиз како говори: „Окрени се“. Окреће се и види Елоиз у венчаници, као у визијама које су раније прогониле Мариен.
У садашњости, Мариен открива да је Елоизу видела још два пута. Први пут је то био Елоизин портрет на уметничкој изложби. На портрету види Елоиз, са дететом поред себе, како држи књигу која приказује само страницу број 28, тајно показујући тако на успомену на Мариен. Други пут је био на концерту где је Елоиз седела на позоришном балкону прекопута Мариен. Неопажена, Мариен гледа Елоиз како је преплављују емоције и сузе док слуша како оркестар свира Престо из „Лета“ из Вивалдијева „ Четири годишња доба“, музике коју јој је Мариен у прошлости свирала на чембалу.

## Улоге
- Ноеми Мерлан као Мариен
- Адел Хенел као Елоиз
- Луана Бајрами као Софи
- Валерија Голино као грофица

## Продукција
Снимање филма започело је у октобру 2018. године  а завршено након 38 дана. Снимање се одвијало у  у Бретањи и замку у Шапел Готје, Сена и Марна.
Слике и скице у филму дела су уметнице Хелене Делмар. Током снимања, сваки дан је 16 сати сликала, заснивајући своје сликање на блокирању сцена. Њене руке су такође представљене у филму. У част пуштања филма у Француској, слике из Портрета даме у ватри биле су изложене у галерији Јозеф у Паризу од 20. до 22. септембра 2019.